# Яновский, Иван Иванович
Ива́н Ива́нович Яно́вский (16 января 1919, Виленка, Енисейская губерния — 24 ноября 2006, Киев, Украина) — участник Великой Отечественной войны, штурман эскадрильи 8-го гвардейского авиационного полка 8-й гвардейской авиационной дивизии (2-й гвардейский авиационный корпус авиации дальнего действия) авиации дальнего действия, Герой Советского Союза.

## Биография
Родился 16 января 1919 года в деревне Виленка (ныне — Балахтинский район Красноярского края) в семье крестьянина. Русский. Член ВКП(б) с 1943 года. Окончил Красноярское педагогическое училище. В 1937—1939 годах работал заведующим начальной школой.
В 1940 году окончил Челябинское военное авиационное училище лётчиков-наблюдателей, а в 1942 году — Высшую школу штурманов и лётчиков.
Участник Великой Отечественной войны с октября 1942 года. Участник Сталинградской битвы.
Иван Яновский наносил удары в глубоком тылу противника (бомбардировки мостов, переходов, железнодорожных станций и узлов, поддержки партизанских рейдов). Приходилось совершать несколько сложных вылетов за один день.
Одновременно вылетал на бомбардировку оккупированных европейских столиц, подвергаясь ударам немецкой истребительной авиации и зенитной артиллерии.
Штурман эскадрильи 8-го гвардейского авиационного полка (8-я гвардейская авиационная дивизия, авиация дальнего действия (АДД)) гвардии старший лейтенант Иван Яновский к октябрю 1944 года совершил 249 боевых вылетов (из них 235 — ночью) на бомбардировку военно-промышленных объектов и войск противника.
Указом Президиума Верховного Совета СССР от 5 ноября 1944 года за образцовое выполнение боевых заданий командования на фронте борьбы с немецко-фашистскими захватчиками и проявленные при этом мужество и героизм гвардии старшему лейтенанту Ивану Ивановичу Яновскому присвоено звание Героя Советского Союза с вручением ордена Ленина и медали «Золотая Звезда» (№ 5098).
После войны отважный штурман продолжал службу в ВВС СССР. До 1951 года служил в 224-м и 202-м авиационных полках 13-й гвардейской дивизии. В 1952 году окончил Высшую офицерскую лётно-тактическую школу командиров частей дальней авиации, а в 1959 году — Военно-воздушную академию. Служил штурманом 208-го тяжелобомбардировочного авиационного полка 11-й гвардейской Орловско-Берлинской авиационной дивизии. Был старшим офицером отдела боевой подготовки управления штаба 50-й воздушной армии, начальником штаба, заместителем командира 111-го тяжёлого бомбардировочного авиаполка 22-й воздушной армии. С 1968 года полковник И. И. Яновский — в запасе.
После увольнения из армии работал инженером-лаборантом филиала НИИ автоматической аппаратуры электромеханического завода, старшим инженером по технике безопасности Института органической химии Академии наук Украинской ССР, старшим инженером 2-го отдела Минстройматериалов УССР. Публиковался в газетах «Правда», «Красная звезда».
Жил в Киеве. Был председателем Дарницкого районного Совета ветеранов города Киева. Скончался 24 ноября 2006 года. Похоронен в Киеве на Лесном кладбище.

## Награды
Указом Президиума Верховного Совета СССР от 5 ноября 1944 года за образцовое выполнение боевых заданий командования на фронте борьбы с немецко-фашистскими захватчиками и проявленные при этом мужество и героизм, гвардии старшему лейтенанту Ивану Ивановичу Яновскому присвоено звание Героя Советского Союза с вручением ордена Ленина и медали «Золотая Звезда» (№ 5098).
Награждён ещё одним орденом Ленина, двумя орденами Красного Знамени, двумя орденами Отечественной войны 1 степени, орденом Красной Звезды, медалями «За боевые заслуги», «За оборону Сталинграда», «За взятие Кёнигсберга», «За взятие Будапешта», «За взятие Берлина» и другими.